# クロッタ・ダッダ
クロッタ・ダッダ（伊: Crotta d'Adda）は、イタリア共和国ロンバルディア州クレモナ県にある、人口約600人の基礎自治体（コムーネ）。

## 地理

### 位置・広がり

#### 隣接コムーネ
隣接するコムーネは以下の通り。括弧内のLOはローディ県、PCはピアチェンツァ県所属を示す。
- アックアネグラ・クレモネーゼ
- カステルヌオーヴォ・ボッカ・ダッダ (LO)
- コルノヴェッキオ (LO)
- グルメッロ・クレモネーゼ・エドゥニーティ
- マッカストルナ (LO)
- メレーティ (LO)
- モンティチェッリ・ドンジーナ (PC)
- ピッツィゲットーネ
- スピナデスコ

### 地勢・地形
- 河川：ポー川、アッダ川

### 気候分類・地震分類
気候分類では、zona E, 2389 GGに分類される。
また、イタリアの地震リスク階級 (it) では、zona 3 (sismicità bassa) に分類される
。